# Schlins
Schlins – gmina w Austrii, w kraju związkowym Vorarlberg, w powiecie Feldkirch. Według Austriackiego Urzędu Statystycznego liczyła 2288 mieszkańców (1 stycznia 2015).